# Mõrtsi
Mõrtsi – wieś w Estonii, w prowincji Jõgeva, w gminie Pajusi.